# Séricorne strié
Calamanthus fuliginosus
Espèce
Statut de conservation UICN

 LC  : Préoccupation mineure
Le Séricorne strié (Calamanthus fuliginosus) est une espèce de passereaux de la famille des Acanthizidae.

## Répartition et sous-espèces
- C. f. albiloris North, 1902 : de l'Illawara au détroit de Bass
- C. f. bourneorum Schodde & Mason, IJ, 1999 : à l'ouest du détroit de Bass
- C. f. fuliginosus (Vigors & Horsfield, 1827) : est de la Tasmanie
- C. f. diemenensis North, 1904 : ouest de la Tasmanie